# Morcrof
"Morcrof'' é uma banda brasileira de dark metal formada em 1992, na cidade de São Paulo, por Caecus Magice e Philosophor Noctis (aka. Paullus Moura). Atuante no cenário underground, é conhecida por suas composições que mesclam death metal, doom metal e elementos experimentais com temáticas filosóficas, ocultistas e existenciais.
Origens (1991–1992)
Em 1991, Caecus Magice e Philosophor Noctis tentaram formar uma banda de deathrash metal com os músicos Douglas e Edson (ex-Mortuário e Sarcoma de Kaposi). O projeto não seguiu adiante. Em 1992, a dupla retomou a ideia com um novo direcionamento musical e conceitual. O nome "Morcrof" foi inspirado no termo "morcrofilis", encontrado por Caecus Magice em uma enciclopédia que tratava sobre culturas indo-europeias, dado significado a todos os tipos de mortes de patologias indecifráveis, indefinidas e, por conseguinte, misteriosas.

"Éramos um grupo de adolescentes da classe média morando em bairros próximos da zona oeste de São Paulo que convergiam nas mesmas ideias ou gostavam basicamente das mesmas coisas. Não posso deixar de assumir hoje, anos depois, que todos compartilhávamos a rebeldia, inconsequência, irresponsabilidade, a baderna, simbolizado por vícios diversos e, claro, com algo que nos representava plenamente: o Heavy Metal. (...) Então, mesmo dentro de nossa mediocridade, consequência da imaturidade, conversávamos sobre vida, morte, existência, religião, juízos de valores, liberdade, ... Portanto a ideia de "criar" a banda partiu do que conversávamos, convivíamos e compartilhávamos naturalmente de dentro pra fora; era realização de um 'alter ego coletivo'! (...) É neste contexto que surge, e de forma orgânica, o desejo de montarmos um grupo musical baseado no que conversávamos somado às principais bandas que escutávamos e identificávamos."— Lucifer Rising Mag #21, p. 30–31, outubro de 2021
Primeiros anos e primeiras gravações (1992–1996)
A formação inicial foi consolidada em 05 de dezembro de 1992 com a entrada de Feralis (bateria) e R’Bressan (guitarra). Em 1993, Ludwick Schölzel (vocal) ingressou na banda quando estabeleceram seus ensaios regulares em Botujuru, na Grande Jundiaí/SP. Em 11 de setembro de 1993, a banda entrou pela primeira vez em estúdio e gravou uma tape-reh para ser distribuída no dia seguinte, quando realizou seu show de estreia em Campo Limpo Paulista/SP. Contudo, esta demo foi engavetada e em seu lugar, no mesmo ano, gravaram e distribuíram a que é conhecida como debute tape intitulada ''A Future Not So Far'', contendo 10 faixas em cerca de 30 minutos.
Em 1996, com Beah Gênes Hajj-Ahriman (bateria) e Pétros Nilo (guitarra), lançaram a demo-tape ''scientia ab mortuus'' apresentando novo direcionamento musical e tendo boa receptividade no cenário underground nacional e internacional. O trabalho consolidou uma sonoridade mais densa, explorando atmosferas sombrias mesclado com temas líricos baseados no ocultismo e filosofias existencialistas.
Expansão e material ao vivo (1997–2001)
Durante o final da década de 1990 e início de 2000, o Morcrof lançou 3 VHS com performances ao vivo, subsequentes e relativas às 3 demos lançadas naqueles anos: ''Live in São Paulo'' (1997); ''Abditae Semem Live'' (2000); e, ''Alesh Ceremonials'' (2001). Em 1999, foi lançada a demo-tape ''peragere humum et semem terrai abditae'' contendo sete faixas, com Philosophor Noctis improvisado como baterista dado a mais uma ocorrência na formação. Esta demo se tornou icônica, centenas de cópias foram distribuídas desde as Américas, passando pela Europa e alcançando a Ásia. A demo circulou amplamente por distribuidoras independentes sendo resenhada por diversas mídias especializadas do circuito underground internacional, além de figurar em diversas compilações. Por conseguinte, "peragere humum et semem terrai abditae" é considerado um clássico da banda e dela se abriu as portas para assinar com o selo Mutilation Productions.

Posteriormente suas faixas também foram incluídas na compilação ''Apeiron (trinitas primitiae opus)'', de 2002, junto com as demais músicas constantes das DTs ''scientia ab mortuus'' e ''alesh'', esta última lançada em 2001.
Naquele mesmo ano a banda foi convidada a integrar o tributo ''An Evil Existence for Rotting Christ'', lançada em 2003 pela Records, do qual participou com a faixa ''The Fourth Knight of Revelation'', marcando também o retorno de Feralis à banda.

Estreia em álbum e novas formações (2002–2009)
Em 2005 foi lançado o primeiro Full-length: ''Machshevet Habriá (Myths and Conjectures of Creation)'', pela Mutilation Productions. O álbum foi composto e gravado entre os anos 2001 e 2004 e apresenta 9 faixas conceituais com líricas intrincadas no ocultismo, mitologias e filosofia existencial. Musicalmente este álbum envereda experimentos harmônicos, rítmicos, modulações, adição de corais e instrumentos acústicos e percussivos, mantendo-se dentro de sua atmosfera sombria.
Após novas mudanças na formação, a banda passou por um período de instabilidade, ainda que manteve apresentações que, dentre elas, originou o lançamento do DVD ''Animo Signus Aeterno'' (2006).

"Esse DVD é um merecido registro histórico para essa banda que possui 1/4 de século na história do verdadeiro Metal underground paulistano. Ele registra a participação do Morcrof em dois importantes festivais ocorridos em São Paulo em meados dos anos 2000. O show de abertura para o Rotting Christ no Arena Metal Bar em Osasco-SP em 13 de Maio de 2006 e a 6ª edição do lendário Malefic Cold Weather Underground Fest (...). Ambos os concertos contam com a formação que considero clássica da banda:- Paullus Moura: bass/vocal, R'Bressan: guitars, Pétros Nilo: guitars e Feralis: drums (...) e mostra uma banda muito bem ensaiada, entrosada e com muita garra e técnica, demonstrando perfeito domínio de palco assim como das composições (...)". — Por Tiago Siqueira. AKKELDAMA Zine # 4, Brasil, Fevereiro de 2018
Retorno e nova direção musical (2010–2022)
Vivendo num período de reestruturação, em 2010, a banda lançou o álbum ao vivo ''in tenebris vitam traho'' pela Lux Ferre Prod. & Distro. Este registro testemunha o último show de divulgação de ''Machshevet Habriá (Myths and Conjectures of Creation)'' bem como o de Feralis após sua terceira passagem pelo Morcrof em 2006.
A partir de 2011 ingressaram o baterista R’Herton e o vocalista Agnaldo Dead Poet - que seria substituído por Eziel Kantele-Väinö 3 anos depois. Os novos integrantes trouxeram suas influências progressivas e consequentemente nova mudança na direção musical, embora preservando as características já presentes na sonoridade do grupo como as experimentações harmônicas, rítmicas, acústicas e percussivas. Nesse contexto, passaram também a explorar os vocais limpos de Eziel.
Assim, entre 2011 e 2015 o grupo compôs e gravou oito faixas que resultaram em mais um álbum conceitual: ''Codex Gnosis Apokryphu: arcanu . verba . revelatio'', full-length repleto de simbolismos e letras metafóricas em latim. Para a gravação das linhas de teclado, Bruno Brahmss Kermanns foi convidado tornando-se, em 2015, membro efetivo. A mixagem e masterização do álbum levou cerca de quatro anos, passando nas mãos de diversos produtores, até seu lançamento em 2019 pela Erinnys Productions.
A partir de 2020, a banda se estabeleceu com Philosophor Noctis, Bruno Brahmss Kermanns e com o recém-chegado guitarrista Aaron Maat. Naqueles anos pandêmicos, entre 2020 e 2021, impossibilitados de apresentar-se ao vivo, o trio manteve-se compondo e gravando em home studios integrando-se pelas redes sociais ou em escassas idas a estúdios físicos para gravações na medida em que o isolamento social se impunha. Neste período lançaram uma série de EPs e splits como ''quod dea et quod eques auratus'' (2020), ''epitaphium – hic nullum sum'' (2021) e o álbum ''de pessimism philosophiam et dogma nihilistic'' (2022).
Com o fim da pandemia ao final de 2022, o Morcrof voltou aos palcos depois de 4 anos para apresentar-se no "Ode To The Horror Fest - Celebrating 10 years of Pure Devotion…" contando com participações de diversos músicos contratados para as performances ao vivo objetivando difundir o recém-lançado álbum, este considerado o mais ríspido e infame da banda, ainda que com participações especiais de Stefan Necroabyssious e Astraea Aetheros.
Atividades recentes (2023–presente)
Iniciaram 2023 participando do evento "As Flores do Mal – Litanias de Satã Fest" realizado no município de Várzea Paulista/SP e, após, afastaram-se dos palcos voltando atenções para novas composições e trabalhos em estúdio. Assim lançaram em 1 de janeiro de 2024 o EP ORI GENE SIS (a past so far) quando há exatos 30 anos a tape-reh ''A Future Not So Far'' apresentou o Morcrof à cena brasileira. Assim o EP traz versões reinterpretadas e rearranjadas de 3 faixas daquela demo, com caráter comemorativo e homenagem póstuma a Ludwick Schölzel.
No mesmo ano consolidou-se nova formação que gravou, respectivamente, o single "The Crazy Arab" e o EP ''Columnae Stoicae'', ambos lançados em 2025 nas principais plataformas digitais. ''The Crazy Arab'' trata-se de uma composição feita em 1995 para um projeto musical paralelo que não vingou. A música foi rearranjada com lírica inspirada no personagem Abdul Alhazred, o Árabe Louco, oriundo da literatura de H. P. Lovecraft. Já ''Columnae Stoicae'' apresenta quatro letras instigadas pelo estoicismo - carpe diem, columnae stoicae, memento homo memento mori, tripudium macabre, e utiliza majoritariamente bases e melodias compostas originalmente em 1993.
"(...) nunca vislumbramos expor a banda como mera mercadoria, mas como prática que canalizasse e representasse nossas ideias em cada momento de nossas vidas e que pudesse alcançar as pessoas dentro de um conceito que fosse verdadeiramente pertencente ao underground, nu e cru, fazendo o melhor que podíamos com o que tínhamos em mãos. (...)"
— Black Heart Mag #4, p.22, Jun.2020
| Nome                    | Função                                                   | entrou         | saiu           | Observações                                                      |
| ----------------------- | -------------------------------------------------------- | -------------- | -------------- | ---------------------------------------------------------------- |
| Caecus Magice           | Guitarra, vocais, conceito                               | 1992           | 1994           | Fundador, compositor, letrista, fez o primeiro logotipo          |
| Philosophor Noctis      | Contrabaixo, vocal, guitarra, violão, teclado, percussão | 1992           | presente       | Fundador, compositor, letrista                                   |
| Feralis                 | Bateria                                                  | 1992 2001 2006 | 1994 2004 2006 | Retornou em 2006 para shows                                      |
| R’Bressan               | Guitarra, teclado, violão, percussão                     | 1992           | 2019           | Cofundador, compositor                                           |
| Ludwick Schölzel        | Vocal                                                    | 1993           | 2005           | Cofundador, letrista                                             |
| R’ Matheus              | Guitarra                                                 | 1994           | 2004           | Rápida passagem, compositor                                      |
| Naitsirch C’Bontus      | Teclado                                                  | 1995           | 2005           | compositor                                                       |
| Beah Gênes Hajj-Ahriman | Bateria                                                  | 1996           | 1998           | Criador do segundo logotipo, letrista, compositor                |
| Pétros Nilo             | Guitarra, violão, voz                                    | 1995           | 2016           | Compositor, gravou com a banda entre 2023 e 2025                 |
| Leandro Slaughter       | Bateria                                                  | 1998           | 1998           | Rápida passagem                                                  |
| Ad´Lung                 | Bateria                                                  | 1999           | 2000           | Presente nos bônus tracks da DT Alesh                            |
| Eduardo Auriemi         | Bateria                                                  | 2004           | 2004           | Rápida passagem                                                  |
| Bruno War Master        | Vocal                                                    | 2005           | 2005           | Rápida passagem                                                  |
| Andress Irae            | Bateria                                                  | 2004           | 2005           | Participou de ensaios e shows                                    |
| Caio Bildner            | Bateria                                                  | 2005           | 2005           | Rápida passagem                                                  |
| Lord Necro Warrior      | Bateria                                                  | 2010           | 2010           | Rápida passagem                                                  |
| Agnaldo Dead Poet       | Vocal                                                    | 2011           | 2013           | Participou de ensaios e shows                                    |
| R’Herton                | Bateria                                                  | 2011           | 2019           | Participou de composição, gravação e shows                       |
| Eziel Kantele-Väinö     | Vocal                                                    | 2014           | 2019           | Participou de composição, gravação e shows                       |
| Bruno Brahmss Kermanns  | Teclado                                                  | 2015           | 2022           | Participou de composição, gravação e shows                       |
| Cleber Borges           | Guitarra                                                 | 2016           | 2018           | Participou de ensaios e shows                                    |
| Aaron Maat              | Guitarra, violão                                         | 2020           | presente       | Compositor                                                       |
| Alter Ego               | Bateria                                                  | 2020           | 2020           | Músico contratado gravação                                       |
| Jack Ferrante           | Bateria                                                  | 2020           | 2021           | Músico contratado ao vivo                                        |
| Fernando Iser           | Violão, percussão                                        | 2020           | 2024           | Músico contratado ao vivo                                        |
| Victor Prospero         | Violão Percussão                                         | 2020           | 2020           | Músico contratado ao vivo                                        |
| Mephisto Luciferius     | Bateria                                                  | 2022           | 2022           | Músico contratado ao vivo                                        |
| Jupither                | Violão                                                   | 2022           | 2024           | Músico contratado ao vivo                                        |
| Prometeu                | Teclado                                                  | 2022           | 2024           | Músico contratado ao vivo                                        |
| Bruno Mastemas          | Bateria                                                  | 2022           | presente       | Compositor, entrou como músico contratado e efetivou logo depois |
| Lux Al-Maíd             | Guitarra, violão                                         | 2024           | presente       | Compositor, 2022 e 2023 como músico contratado ao vivo           |

| Imagem                             | Período de uso         | Observações |
| ---------------------------------- | ---------------------- | --- |
| Ficheiro:Morcrof logotipo 1992.png | 1992–1994              | Logotipo original, criado por Caecus Magice. |
| Ficheiro:Morcrof logotipo 1995.png | 1994–1996              | Segundo logotipo: apresenta simetria e signos esotéricos. Criado por B. Gênes Hajj-Ahriman.                                                         |
| Ficheiro:Morcrof logotipo 1997.png | 1997–1998              | 1ª atualização feita por R'Bressan: simetria absoluta exceto pela Ankh estilizada ao centro, podendo-se ler da direita pra esquerda e/ou refletido. |
| Ficheiro:Morcrof logotipo 1999.png | 1999–2019              | 2ª atualização feita por R'Bressan: mais alongado, com as mesmas características simétricas.                                                        |
| Ficheiro:Morcrof logotipo 2020.png | 2020–presente          | 3ª atualização feita por Christophe Szpajdel: simetria curvilínea e inserção do Ourobouros ao centro junto à Ankh.                                  |
| Ficheiro:Morcrof brasão 1999.png   | 1999–2019 (Brasão)     | Primeiro brasão oficial, por R'Bressan. |
| Ficheiro:Morcrof brasão 2020.png   | 2020–presente (Brasão) | Atualização do brasão por Christophe Szpajdel. |

## Álbuns de estúdio:

### Machshevet Habriá (Myths and Conjectures of Creation)(2005)
Lançado em 2005 pela Mutilation Records, este é o primeiro full-length da banda, resultado de um processo criativo iniciado no início dos anos 2000. O álbum propõe uma jornada conceitual pelo mito da criação segundo uma ótica filosófico-existencialista, articulando elementos do ocultismo, da metafísica e de tradições místicas. A musicalidade é densa e climática, com alternâncias rítmicas, variações tonais, uso de instrumentos acústicos e atmosferas que refletem a dualidade entre caos e ordem. É considerado um marco sonoro e temático do Morcrof, consolidando sua identidade dentro do cenário do dark metal brasileiro.
Lista de faixas:
1. Claviculae Angelicae Enochianis / Preludium: Invocatio Sub Rosa Mystica
2. Eternal Agony from Vacuum Spirit
3. Ad Infinitum (Awakening Etheric Archetype of Being)
4. Proliferous Equilibrium of Fohat
5. Contraction and Dilation of the Cosmic Splenium
6. Pain and Sacrifice of Nativity by Pleasure
7. Nahahs and the Black Sun at South
8. Condemend to Grave of Beginning Era
9. Claviculae Angelicae Enochianis / Epiloguium: Dedicato Sub Rosa Nigra

“Proliferous Equilibrium of Fohat” simboliza a energia primordial em perpétuo fluxo entre criação e destruição, inspirada no conceito esotérico de Fohat como força vital cósmica. A faixa destaca-se pela variação dinâmica entre andamentos arrastados e acelerados, conduzida por riffs densos e vocais cavernosos. Sua construção instrumental sugere uma pulsação orgânica que evolui com peso e dramaticidade com camadas sutis de dissonância que reforçam sua atmosfera ritualística. Confira abaixo:

### Codex Gnosis Apokryphu: Arcano Verba Revelatio(2019)
Lançado em 2019 pela Erinnys Productions, este segundo álbum marca o retorno do Morcrof após uma longa jornada de composição, gravação e pós-produção. Com letras em latim repletas de simbolismo hermético e espiritual, é um trabalho conceitual que explora a relação entre o sagrado, o oculto e o autoconhecimento. Musicalmente, traz texturas densas, andamentos progressivos e um equilíbrio entre brutalidade e contemplação, com uso ocasional de vocais limpos e arranjos melódicos.
Lista de faixas:
1. Invocatio Spiritus Antiquis
2. In Monolitus Ex Avorum Spiritus Mundus
3. Preconceptual Genesis Circularis Elementarum Existentiam
4. Præludium Aperite Portæ
5. Portæ Ex Solis Sursum Aquilonem
6. Existentia Imperfectum es
7. Ad Infernum Exilio Meam
8. Gratiam Æon Sapientia Mundi

“Portæ Ex Solis Sursum Aquilonem” representa um dos momentos mais atmosféricos do álbum. Combinando guitarras em camadas, passagens vocais declamadas e um andamento quase cerimonial, a faixa sugere um ritual de abertura para reinos simbólicos. O título, que remete a portais solares e a direção do norte, alude a transições espirituais e ao caminho da revelação gnóstica. A produção enfatiza a espacialidade dos instrumentos, criando um ambiente imersivo e enigmático.  Confira abaixo:

### De Pessimism Philosophiam Et Dogma Nihilistic(2022)
Lançado em 2022, este terceiro full-length do Morcrof representa um ponto de inflexão na discografia da banda. Com uma abordagem ainda mais áspera e incisiva, o álbum mergulha em reflexões sobre o niilismo, o sofrimento e a insuficiência humana frente à existência. As composições adotam estruturas complexas e dissonantes, emolduradas por vocais agressivos, harmonias disformes e climas opressivos. É considerado o trabalho mais impiedoso e cru do grupo, mantendo, ainda assim, a densidade lírica e filosófica que os caracteriza.
Lista de faixas:
1. De Pessimism Philosophiam et Dogma Nihilistic
2. Ex Humanum Insufficientia
3. Rescindi Nequeat Amaritudinem
4. Vita ad Mortem Portendit
5. Virum Trans Silvam
6. Absurdum Est Perpetuum Nimiam
7. Frigus Tenebris
8. Scio Deceptionem Est Deum
9. Babalon Celebrate ad Sub Monti
10. Mysteria Malak Al-Mawt
11. Omnia Qui Natus Est in Sol Imperii Dolor et Tristitia Sunt

“Ex Humanum Insufficientia” expressa o cerne temático do álbum: a incapacidade humana de atribuir sentido ao sofrimento e à existência. A música alterna entre passagens densas e rápidas, com guitarras que ressoam como lamentos dissonantes e uma percussão seca que reforça a sensação de desamparo. Os vocais guturais, quase sussurrados em alguns momentos, evocam um sentimento de desesperança existencial. Sua estrutura labiríntica e o uso de pausas dramáticas intensificam a proposta filosófica da faixa, aproximando-a de um manifesto sonoro niilista. Confira abaixo:

## Demais lançamentos
| Ano  | Título                                                         | Tipo         | Gravadora                        | Observações                                                                             |
| ---- | -------------------------------------------------------------- | ------------ | -------------------------------- | --------------------------------------------------------------------------------------- |
| 1994 | A Future Not So Far                                            | Demo reh     | Independente                     | Debut Tape.                                                                             |
| 1996 | Scientia ab Mortuus                                            | Demo tape    | Independente                     | Segunda demo com sonoridade ritualística embrionária.                                   |
| 1997 | Live in São Paulo                                              | Video (VHS)  | Independente                     | 10 cópias lançadas.                                                                     |
| 1999 | Peragere Humum et Semem Terrai Abditae                         | Demo tape    | Independente                     | Fase de transição e amadurecimento lírico.                                              |
| 2000 | Abditae Semem Live                                             | Video (VHS)  | Independente                     | 10 cópias lançadas.                                                                     |
| 2000 | Sacrilegious Warfare Comp. Tape´00                             | Coletânea    | Sacrilegious Warfare Productions | Participou com duas faixas: Image of Torture e Skin                                     |
| 2000 | The Shadows Realm Comp. Tape Vol. III                          | Coletânea    | The Shadows Realm newsletter     | Participou com a faixa The Semen of Dead God                                            |
| 2001 | Alesh                                                          | Demo tape    | Daimonion Productions            | Primeira prensagem por selo estrangeiro.                                                |
| 2002 | Alesh Cerimonials                                              | Video (VHS)  | Independente                     | 10 cópias lançadas.                                                                     |
| 2002 | Apeiron (Trinitas Primitiae Opus)                              | Compilação   | Mutilation Records               | Participação com material da fase ritualística inicial.                                 |
| 2002 | Arqués                                                         | Demo reh     | Independente                     | Registro intimista de ensaio conceitual.                                                |
| 2003 | An Evil Existence for Rotting Christ                           | Compilação   | Gravadora Records                | Participou com a faixa The Fourth Knight of Revelation                                  |
| 2003 | Equilibrium of Fohat                                           | Promo tape   | Erinnys Productions              | Faixa promocional de Machshevet Habriá + bonus                                          |
| 2010 | In Tenebris Vitam Traho                                        | Live album   | Lux Ferre Prod & Distro          | Primeiro álbum ao vivo.                                                                 |
| 2015 | Animo Signus Aeterno                                           | Video (DVD)  | Necro-Underground Vídeo 666      | Dois concertos realizados no Arena Metal Bar em 2006.                                   |
| 2015 | Codex Gnosis Apokryphu: Porta Ex Solis Sursum Aquilonem        | Single       | Lux Ferre Prod & Distro          | Faixa promocional de Codex Gnosis Apokryphu: Arcano Verba Revelatio.                    |
| 2017 | Live at the Brazilian Swamp                                    | Live album   | Erinnys Productions              | Concerto reproduzido do Live at the Brazilian Swamp.                                    |
| 2017 | 15 Anos de Subterrâneo (1992 - 2007)                           | Documentário | Necro-Underground Video 666      | Documentário amador dos 15 primeiros anos da banda.                                     |
| 2020 | Quod Dea et Quod Eques Auratus                                 | EP           | Streaming                        | Primeira versão lançada em plataformas digitais.                                        |
| 2021 | Priorem (anno MMII–MMIII)                                      | Compilação   | A Sangre Fría Records            | Arqués + Equilibrium of Fohat. Prévias de Machshevet Habriá.                            |
| 2021 | Open the Road Fest V                                           | EP           | Erinnys Productions              | Registro ao vivo do festival.                                                           |
| 2021 | INFERAHL Wrath From Above & MORCROF Epitaphium: Hic Nullum Sum | Split 7" EP  | Erinnys Productions              | Split compartilhado com a banda INFERAHL em vinil 7 polegadas.                          |
| 2021 | Dark Live Sessions                                             | EP           | Erinnys Productions              | Registro do programa DLS da Dark Radio Brasil.                                          |
| 2022 | Ex Humanum Insufficientia                                      | Single       | Erinnys Productions              | Faixa promocional de De Pessimism Philosophiam et Dogma Nihilistic.                     |
| 2022 | Compendium 1994-2022                                           | Boxed set    | Erinnys Productions              | Demos, singles e EPs entre 1994 e 2022                                                  |
| 2024 | Ori Gene Sis (a past so far)                                   | EP           | Erinnys Productions              | Três faixas revisitadas em comemoração aos 30 anos de lançamento d´A Future Not So Far. |
| 2025 | The Crazy Arab                                                 | Single       | Streaming                        | Faixa inspirada em H. P. Lovecraft.                                                     |
| 2025 | Columnae Stoicae                                               | EP           | Streaming                        | Lançamento digital com base conceitual estóica.                                         |

1. MORAES, Lucas Lopes de. Hordas do Metal Negro: Guerra e Aliança na Cena Black Metal Paulista. Dissertação (Mestrado em Antropologia Social) – Universidade de São Paulo, 2014. pp. 61–65. Disponível em: teses.usp.br
2. LOPES, Cristiano. A Ecologia Sonora da Cangaço Radio Rock. Monstro dos Mares, 2021. p. 36. Disponível em: monstrodosmares.com.br
3. Pecatório Zine nº 18. Resenha do álbum Codex Gnosis Apokryphu: Arcano Verba Revelatio. Metal Brasileiro Zines, jan. 2019, p. 35. Disponível em: metalbrasileirozines.com.br
4. Pecatório Zine nº 19. Entrevista com a banda Morcrof. Metal Brasileiro Zines, ago. 2020, p. 44. Disponível em: metalbrasileirozines.com.br
5. Maléfica Existência Zine nº 2. Release do álbum Codex Gnosis Apokryphu: Arcano Verba Revelatio. Metal Brasileiro Zines, 2018, p. 5. Disponível em: metalbrasileirozines.com.br
6. Guts of Darkness. Resenha do álbum Apeiron (Trinitas Primitiae Opus), por Guts of Darkness, 10 fev. 2005. Disponível em: gutsofdarkness.com
7. Rumors Mag. Resenha do álbum ao vivo Live at the Brazilian Swamp, publicada em 26 ago. 2017. Disponível em: rumorsmag.com.br
8. Rumors Mag. Artigo sobre o prêmio de melhor álbum ao vivo de 2017 concedido ao Live at the Brazilian Swamp pelo blog Metal Samsara, 31 dez. 2017. Disponível em: rumorsmag.com.br
9. Rumors Mag. Entrevista no programa Legions of Death e anúncio do relançamento da demo A Future Not So Far, 9 dez. 2017. Disponível em: rumorsmag.com.br
10. Arrepio Produções. Resenha do single Portae Ex Solis Sursum Aquilonem, publicada em 9 nov. 2017. Disponível em: arrepiosproducoes.com.br
11. Sepulchral Voice Fanzine. Artigo sobre o relançamento da demo Peragere Humum et Semem Terrai Abditae, publicado em jan. 2018. Disponível em: sepulchralvoicefanzine.com
12. Portal do Inferno. Entrevista concedida por Paullus Moura, publicada em 17 nov. 2017. Disponível em: portaldoinferno.com.br
13. Música Pesada Blog. Resenha do single Portae Ex Solis Sursum Aquilonem, publicada em 20 nov. 2017. Disponível em: musicapesadablog.wordpress.com
14. Metal na Lata. Resenha do álbum ao vivo Live at the Brazilian Swamp, publicada em 4 dez. 2017. Disponível em: metalnalata.com.br
15. Roadie Crew. Página de índice de publicações relacionadas à banda Morcrof. Disponível em: roadiecrew.com
16. «Morcrof é destaque na edição 228 da revista Roadie Crew». Roadie Crew. 5 de fevereiro de 2018
17. «Morcrof: confira entrevista concedida ao programa UniMetal». Roadie Crew. 20 de março de 2018
18. «Entrevista com Morcrof». World of Metal Mag. 15 de fevereiro de 2018
19. «Primeiras impressões: Morcrof – ORI GENE SIS (a past so far)». Dark Radio. 12 de abril de 2024
20. «Entrevista com Morcrof (pp. 45–47)». Brutal Zine #13. Junho de 2022
21. «Roadie Crew Ed. 267 (pp. 68–69)». Roadie Crew. Março de 2022
22. Bart Tomaszewski (14 de abril de 2022). «Review: Morcrof – De Pessimism Philosophiam et Dogma Nihilistic» (em inglês). Abaddon Magazine
23. Colin McNamara (1 de maio de 2023). «Morcrof – De Pessimism Philosophiam et Dogma Nihilistic» (em inglês). VM Underground
24. «Morcrof relança materiais raros em CD». Confraria Floydstock. 29 de agosto de 2018
25. Cangaço Rock Comunicações (8 de novembro de 2017). «Morcrof relança sua primeira demo "A Future Not So Far"». Headbangers News
26. Cangaço Rock Comunicações (31 de janeiro de 2019). «Morcrof anuncia lançamento de novo álbum marcado para fevereiro». Headbangers News
27. «Revista Blackhearts Magazine Nº 4». Heavy Metal Rock. 2020
28. «R.I.P. Ludwick Schölzel». Lucifer Rex Magazine. 2022
29. «Open the Road Festival V com os lendários Satan e Tokyo Blade». Rock Bizz. 6 de maio de 2016
30. André Luiz (16 de maio de 2016). «Open The Road Festival V: programação oficial». Metal Revolution
31. «Dark Gates Zine» (em inglês). Dark Gates Zine
32. Cristiano Borges (31 de julho de 2017). «Principais Notícias de Heavy Metal e Rock´n´Roll - Julho/2017». Rock On Stage
33. «Morcrof – Codex Gnosis Apokryphv: Arcano Verba Revelatio». Headbangers BR. 28 de abril de 2020
34. Maykon Kjellin (3 de maio de 2018). «Morcrof: lançado o single "Codex Gnosis Apokryphu: portae ex solis svrsvm aquilonem" nas plataformas digitais». O SubSolo
35. Cristiano Borges (11 de novembro de 2017). «Morcrof: Após um ano e três meses, a banda voltou aos palcos». Whiplash
36. Leandro Teixeira (31 de janeiro de 2018). «MORCROF relança demo emblemática Peragere Humum Et Semem Terrai Abditae». Sepulchral Voice Fanzine
37. «MORCROF anuncia novo EP celebrando trinta anos de sua primeira Demo-Tape». Sepulchral Voice Fanzine. 7 de novembro de 2023
38. «Dark Live Sessions [EP 2021] – MORCROF». Bandcamp. 25 de dezembro de 2021. Consultado em 26 de junho de 2025